# Ekebergia capensis
Espèce
Classification phylogénétique
Ekebergia capensis est une espèce de la famille des Meliaceae.
C'est une espèce africaine. On la trouve notamment en Éthiopie, au Kenya, en Côte d'Ivoire, en Angola etc.
Elle est nommée en honneur à l'explorateur suédois Carl Gustaf Ekeberg,  qui a parrainé les voyages du naturaliste et découvreur de l'espèce, Anders Sparrman en Afrique.

## Synonymes
- Ekebergia senegalensis senegalensis A.Juss.
- Trichilia rueppelliana Fresen.
- Ekebergia rueppelliana (Fresen.) A.Rich.